# Liste von Harfenkonzerten
In Barock und Klassik wurden nur wenige Werke für Harfe und Orchester komponiert, was vor allem daran lag, dass die Instrumente dieser Zeit noch viele technische Schwächen hatten. Erst seit der Erfindung der Doppelpedalmechanik durch Sébastien Érard 1811 wurde die Harfe auch als Soloinstrument geschätzt. Im 20. Jahrhundert wurde sie durch eine größere Zahl von Komponisten solistisch eingesetzt.
Die Liste beinhaltet sowohl Konzerte mit einer und mehreren Soloharfen als auch solche mit verschiedenen Soloinstrumenten. Außerdem sind kammermusikalische Werke aufgelistet, in denen die Harfe solistisch eingesetzt wird. Nicht enthalten sind dagegen Arrangements anderer Konzerte, außer sie wurden vom Komponisten selbst verfasst.

## Barock
- Händel, Georg Friedrich (1685–1759)
  - Konzert für Harfe (oder Orgel) und Orchester B-Dur op. 4, Nr. 6 HWV 294 (1738)[1]

## Klassik
- Albrechtsberger, Johann Georg (1736–1809)
  - Vier Concertinos für Harfe und Orchester (1772)
  - Harfenkonzert C-Dur (1773)

- Ditters von Dittersdorf, Carl August (1739–1799)
  - Cembalokonzert A-Dur (oft auf der Harfe gespielt)[1]

- Dussek, Johann Ludwig (1760–1812)
  - Harfenkonzert Es-Dur C.53/265 (1789)
  - Harfenkonzert F-Dur C.78/266 (1792)
  - Harfenkonzert C-Dur C.129/267 (1795)
  - Harfenkonzert F-Dur C.158 (1798)
  - Harfenkonzert B-Dur C.264 (1813, verschollen)

- Eichner, Ernst Dietrich Adolph (1740–1777)
  - Harfenkonzert D-Dur op. 9 (1769)[2]

- Gossec, François-Joseph (1734–1829)
  - Symphonie Concertante für zwei Harfen und Orchester D-Dur[3]

- Krumpholtz, Jean-Baptiste (1742–1790)
  - Harfenkonzert Nr. 1 op. 4 (1777)
  - Harfenkonzert Nr. 2 op. 4 (1777)
  - Harfenkonzert Nr. 3 op. 6 (1777)
  - Harfenkonzert Nr. 4 op. 6 (1777)
  - Harfenkonzert Nr. 5 op. 7 (1778)
  - Harfenkonzert Nr. 6 op. 9 (1785)

- Mozart, Wolfgang Amadeus (1756–1791)
  - Konzert für Flöte, Harfe und Orchester C-Dur KV 299/KV 297c (1778)[1]

- Paisiello, Giovanni (1740–1816)
  - Harfenkonzert[1]

- Petrini, Francesco (1744–1819)
  - Harfenkonzert Nr. 1 op. 25 (1786)
  - Harfenkonzert Nr. 3 op. 27 (1793)
  - Harfenkonzert Nr. 4 B-Dur op. 29 (1793)[1]

- Wagenseil, Georg Christoph Anton (1715–1777)
  - Konzert für Harfe und Orchester G-Dur WWV 281 (1761)

## Romantik
- Bochsa, Robert Nicolas-Charles (1789–1856)
  - Harfenkonzert d-Moll op. 15

- Boieldieu, François-Adrien (1775–1834)
  - Konzert für Harfe und Orchester C-Dur op. 82 (1801)[1]

- Lachner, Franz Paul (1803–1890)
  - Harfenkonzert c-Moll (1828)
  - Harfenkonzert d-Moll (1833)[1]

- Moór, Emánuel (1863–1931)
  - Konzert für chromatische Harfe und Orchester op. 141[1]

- Parish-Alvars, Elias (1808–1849)
  - Concertino für Harfe und Orchester e-Moll op. 34
  - Großes Konzert Für Harfe und Orchester C-Dur op. 60 (1837)
  - Großes Konzert für Harfe und Orchester g-Moll op. 81 (1842)
  - Concertino für 2 Harfen oder Klavier und Harfe und Orchester d-Moll op. 91
  - Konzert für Harfe und Orchester Es-Dur op. 98 (1845)
  - Großes Konzert für Harfe und Orchester c-Moll[4]

- Pierné, Gabriel (1863–1937)
  - Konzertstück für Harfe und Orchester Ges-Dur op. 39

- Reinecke, Carl Heinrich Carsten (1824–1910)
  - Harfenkonzert e-Moll op. 182[1]

- Saint-Saëns, Camille (1835–1921)
  - Konzertstück für Harfe und Orchester op. 154[1]

- Spohr, Louis (1784–1859)
  - Concertante Nr. 1 für Violine, Harfe und Orchester G-Dur WoO 13 (1806)
  - Concertante Nr. 2 für Violine, Harfe und Orchester e-moll WoO 14 (1807)

- Thomas, John (1826–1913)
  - Harfenkonzert Nr. 1
  - Harfenkonzert Nr. 2

- Wassilenko, Sergei Nikiforowitsch (1872–1956)
  - Harfenkonzert F-Dur op. 126 (1949)[1]

- Widor, Charles-Marie (1844–1937)
  - Choral et Variations für Harfe und Orchester op. 74[1]

## 20. Jahrhundert
- Adamo, Mark (* 1962)
  - „Four Angels“, Konzert für Harfe und Orchester (2007)

- Alwyn, William (1905–1985)
  - Konzert für Oboe, Harfe und Streichorchester (1944)
  - „Lyra Angelica“ für Harfe und Streichorchester (1954)

- Andrès, Bernard (* 1941)
  - „Tiento per Pablo“ für Harfe und Kammerensemble
  - „Le Seigneur Des Amin“ für Harfe und Orchester[5]

- Angerer, Paul (1927–2017)
  - „Musica conquista“ für Harfe und Streichorchester

- Astaburuaga, René Amengual (1911–1954)
  - Harfenkonzert

- Badings, Henk (1907–1987)
  - Konzert für Harfe und symphonisches Blasorchester

- Bax, Arnold (1883–1953)
  - Variationen über den Namen „Gabriel Fauré“ für Harfe und Streicher (1949)

- Bialas, Günter (1907–1995)
  - „Musik in zwei Sätzen“ für Harfe und Streicher

- Bodorová, Sylvie (* 1954)
  - „Mysterium druidum“ für Harfe und Streichorchester (oder Streichquartett)

- Bremner, Tony (* 1939)
  - Harfenkonzert Nr. 2 (1990)

- Caplet, André (1878–1925)
  - „Conte Fantastique“ für Harfe und Streichquartett (später auch Orchester), nach „Die Maske des Roten Todes“ von Edgar Allan Poe (1919)

- Carr-Boyd, Ann
  - Fantasie für Harfe und Orchester (1996)

- Castelnuovo-Tedesco, Mario (1895–1968)
  - Concertino für Harfe und Kammerorchester op. 93

- Conyngham, Barry (* 1944)
  - „Cloudlines“, Konzert für Harfe und Orchester (1990)

- Cowell, Henry (1897–1965)
  - „Duo concertante“ für Flöte, Harfe und Orchester L.894 (1961)
  - Harfenkonzert L.947 (1965)

- Darnton, Christian (1905–1981)
  - Harfenkonzert (1934)

- Debussy, Claude (1862–1918)
  - „Danses sacrée et profane“ für Harfe und Streichorchester (1904)

- van Delden, Lex (1919–1988)
  - Konzert für Harfe und Orchester op. 32

- Diethelm, Caspar (1926–1997)
  - Konzert für Englischhorn, Harfe und Streichorchester op. 37 (1963)

- von Dohnányi, Ernst (1877–1960)
  - Concertino für Harfe und Kammerorchester op. 45

- Françaix, Jean (1912–1997)
  - Concerto für 2 Harfen und 12 Streicher

- Gilliland, Allan (* 1965)
  - „Gaol's Rhuah Ròs“, keltisches Konzert für zwei Harfen und Orchester

- Ginastera, Alberto Evaristo (1916–1983)
  - Concerto für Harfe und Orchester op. 25 (1956–1965)

- Glière, Reinhold Moritzewitsch (1875–1956)
  - Harfenkonzert Es-Dur op. 74 (1938)

- Gnattali, Radamés (1906–1988)
  - Konzert für Harfe und Streichorchester

- Güneş, Betin (* 1957)
  - Harfenkonzert op. 51 (1998)

- Hannikainen, Väinö Atos (1900–1960)
  - Harfenkonzert
  - Variationen für Harfe und Orchester

- Harty, Hamilton (1879–1941)
  - „In Ireland“, Fantasie für Flöte, Harfe und Orchester (1935)

- Henze, Hans Werner (1926–2012)
  - Doppelkonzert für Oboe, Harfe und Streicher (1966)
  - „I sentimenti di Carl Philipp Emanuel Bach“, Transkription für Flöte, Harfe und Streicher (1982)

- Hoddinott, Alun (1929–2008)
  - Harfenkonzert op. 11

- Hovhaness, Alan (1911–2000)
  - Konzert für Harfe und Streicher op. 267

- Jenkins, Karl (* 1944)
  - „Tros y Garreg“ („Over the stone“, manchmal auch „Crossing the stone“) für zwei Harfen und Orchester (2002)

- Jongen, Joseph (1873–1953)
  - Harfenkonzert op. 129

- Kaska, Kevin (* 1972)
  - Harfenkonzert (1999)
  - „Knights of the Red Branch“ für drei Harfen und Kammerorchester (2004)
  - Concertino für Harfe und Orchester (2004)

- Legrand, Michel (1932–2019)
  - „Parapluie de Cherbourg“, Suite für Harfe und Orchester
  - „Le Messager“, Suite für Harfe, Klavier und Orchester
  - „Yentl“, Suite für Harfe und Orchester
  - „Un Été 42“, Concertino für Harfe und Orchester

- Lovelock, William (1899–1986)
  - Rhapsodie-Konzert für Harfe und Orchester (1981)

- Lutosławski, Witold (1913–1994)
  - Doppelkonzert für Oboe, Harfe und Streichorchester (1979/80)

- Maayani, Ami (* 1936)
  - Konzert Nr. 1 für Harfe und Orchester

- Małecki, Maciej (* 1940)
  - „Concertino in an Ancient Style“ für zwei Harfen und Streichorchester
  - Konzert für elektrische Harfe und Orchester

- Martin, Frank (1890–1974)
  - „Petite symphonie concertante“ für Harfe, Cembalo, Klavier und zwei Streichorchester (1944/45)

- Martin, Philip (* 1947)
  - Harfenkonzert

- Matthus, Siegfried (1934–2021)
  - „Der See“, Konzert für Harfe und Orchester (1989)

- Meyer, Ernst Hermann (1905–1988)
  - Konzert für Harfe und Kammerorchester (1968)

- Meyer, Krzysztof (* 1943)
  - Konzert für Harfe, Violoncello und Streichorchester (1984)

- Peter Mieg (1906–1990)
  - Konzert für Harfe und Streichorchester (1970)

- Milhaud, Darius (1892–1974)
  - Harfenkonzert op. 323 (1953)

- Mossolow, Alexander Wassiljewitsch (1900–1973)
  - Harfenkonzert (1939)

- Mozetich, Marjan (* 1948)
  - „The passion of Angels“, Konzert für zwei Harfen und Orchester (1995)

- Pizzetti, Ildebrando (1880–1968)
  - Harfenkonzert Es-Dur

- Rautavaara, Einojuhani (1928–2016)
  - Harfenkonzert (1999/2000)

- Ravel, Maurice (1875–1937)
  - „Introduktion und Allegro“ für Harfe, Flöte, Klarinette und Streichquartett

- Renié, Henriette (1875–1956)
  - Konzert für Harfe und Orchester c-Moll

- Rodrigo, Joaquín (1901–1999)
  - „Concierto serenata“ für Harfe und Orchester (1952)
  - „Sones en la Giralda“ für Harfe und Orchester (1963)

- Rota, Nino (1911–1979)
  - Harfenkonzert (1947)

- Schönthal, Ruth (1924–2006)
  - „The beautiful days of Aranjuez“ für Harfe und Streichorchester

- Škerjanc, Lucijan Marija (1900–1973)
  - Harfenkonzert (1954)

- Smit, Leo (1900–1943)
  - Concertino für Harfe und Orchester

- Surinach, Carlos (1915–1997)
  - Konzert für Harfe und Orchester

- Tailleferre, Germaine (1892–1983)
  - Concertino für Harfe und Orchester

- Thomson, Virgil (1896–1989)
  - „Autumn“, Concertina für Harfe, Streicher und Percussion

- Tischtschenko, Boris Iwanowitsch (1939–2010)
  - Harfenkonzert op. 69 (1977)

- Tveitt, Geirr (1908–1981)
  - Harfenkonzert Nr. 1 (verschollen)
  - „Concerto Eroico“, Harfenkonzert Nr. 2 op. 170 (1957)

- Victory, Gerard (1921–1995)
  - Konzert für Harfe und Kammerorchester (1971)

- Villa-Lobos, Heitor (1887–1959)
  - Harfenkonzert (1953)

- Weinzweig, John (1913–2006)
  - Harfenkonzert

## 21. Jahrhundert
- C. René Hirschfeld (* 1965)
  - Aiolisches Konzert für Harfe und Orchester (op. 112)

- Huber, Michael F.P. (* 1971)
  - Konzert für Harfe und Orchester op. 50 (2012)

- Williams, John (* 1932)
  - „On Willows and Birches“ für Harfe und Orchester (2009)[1]